# Lábszex
A lábszex, vagy lábmunka szexuális tevékenység, legismertebb formája a férfi hímvesszőjének lábbal történő izgatása. Főként a lábfetisizmushoz kapcsolódik, tehát olyan férfiak körében kedvelt módszer, férfi, vagy női láb, lábfej, boka, illetve talp is szexuális izgalmat okoz. Lehet azonban a normál szexuális tevékenység, az előjáték és a petting része is, de önmagában alkalmazva, tarthat akár az orgazmusig is.
Tágabb értelemben a lábszex jelentheti a férfi és a női erogén zónák lábbal ingerlését is.

## Technikája
A hímvesszőt az összeszorított combok, lábszárak, vagy az egymással szembehelyezett talpak közé helyezve a közösülésre jellemző ingerlést lehet biztosítani. A hímvesszőt a lábujjak közé szorítva, vagy a talppal a makkot masszírozva más-más jellegű ingerléssel lehet örömöket elérni. A természetes nedvesség hiánya miatt a lábszexnél célszerű síkosító krémek, zselék használata.
A lábszex másik elterjedt gyakorlata, amikor leszbikus beállítottságú nők, a meztelen, vagy harisnyás lábfejükkel, lábujjaikkal izgatják partnernőjük melleit, csiklóját, hüvelybemenetét, esetleg be is vezetik lábfejüket a női nemi szervbe.
Minden esetben nagyon fontos az elérhető legmagasabb higiénia biztosítása. A nők esetében főként, hiszen a lábszex során könnyen mikroorganizmusok kerülhetnek a női hüvelybe.
Gyakori jelenség, hogy a láberotikát kedvelők nemhogy taszítónak tartanák, de kifejezetten igénylik is a női láb kis mértékű, izgató, természetes vagy illatszerekkel fedett illatát. A lábfetisizmussal való kapcsolatot az is mutatja, hogy a résztvevők előszeretettel vonják be a lábszex gyakorlatába a harisnyával és cipővel öltöztetett lábakat, illetve külön-külön a nő által viselt harisnyát, zoknit és cipőt.
A lábszex mindkét nem esetén, a nemi szervek érintkezése általi ingerlés helyett, egy másfajta, változatos, a megszokottól intenzitásában és vizuális inger jellegében is eltérő élményt jelenthet. Alkalmazása ezért – a megszokott közösülési módok megtartása mellett – mindazok számára előnyös lehet, akik változatosságra vágynak párkapcsolatukban.
A lábszex a terhesség utolsó hónapjai alatt – vagy orvosi ellenjavallat (veszélyeztetett terhesség) esetén korábban is – szintén valódi alternatívát jelenthet a hagyományos, vaginális közösülési formákkal szemben.

## A lábszex, láberotika megjelenítése

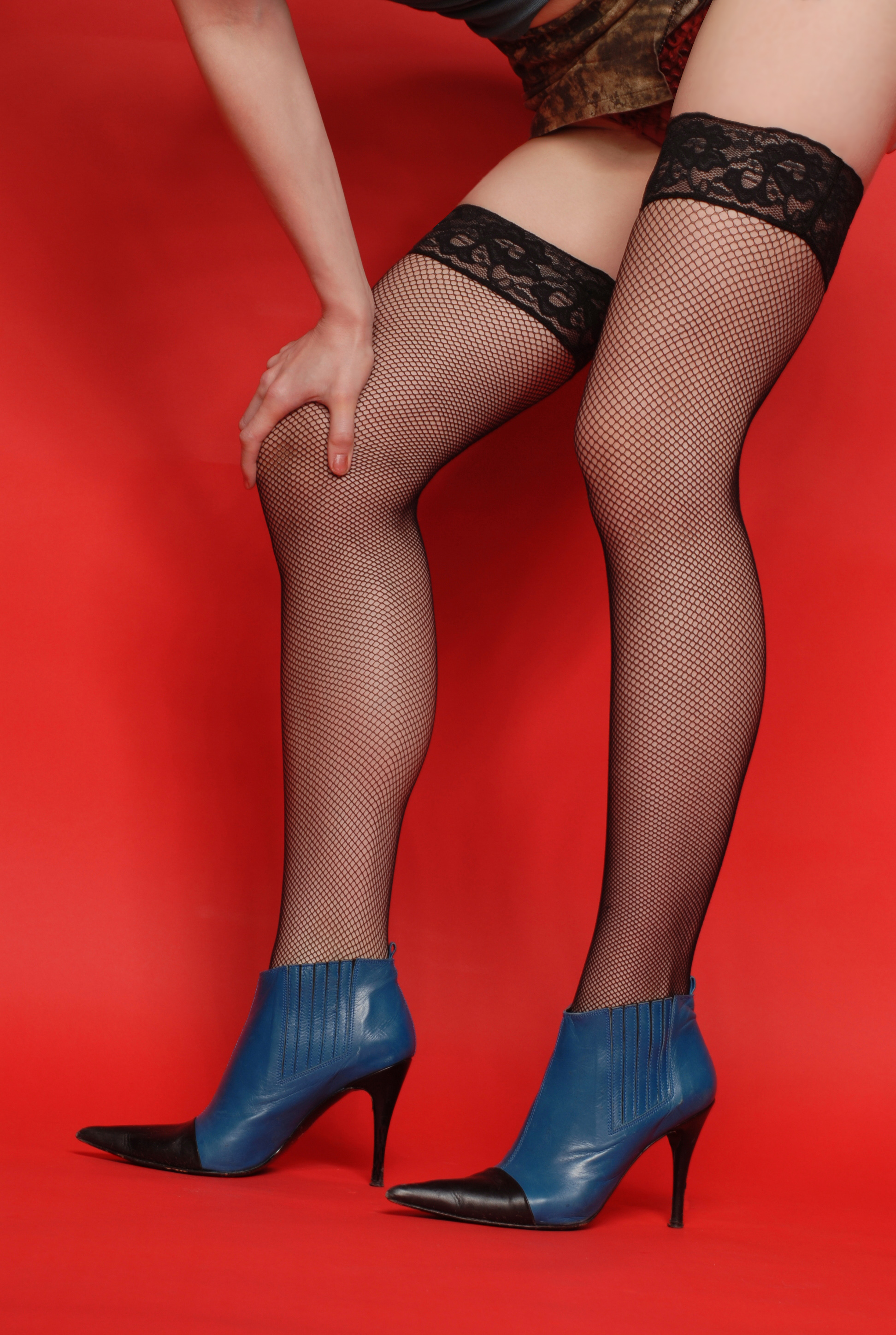
A női láb, a zokni, a magassarkú cipő és a harisnya, mind a láberotika kellékei

1965 és 1994 közt nyolc, nagy példányszámú erotikus magazin esetén figyelték meg azt a jelenséget, mely szerint a női lábakat hangsúlyos módon ábrázoló fényképek száma, exponenciálisan, 8-ról, 37-re emelkedett.
A divatszakma és a szexipar – a női láb erotikus jellegének hangsúlyozása érdekében – az utóbbi évtizedben kihívóan magas sarkú, élénk színű, illetve extrém anyagokból és mintázatokkal készített cipőkkel lepi meg az érdeklődőket, de a harisnyák megjelenése is a szokatlan színű és mintázatú darabok sokaságától kezdve, a hagyományos, szolid árnyalatokig bezárólag, egyre szélesebb skálán mozog.
Napjainkban, árnyaltabban vagy karakteresen, a filmek is utalnak a lábszex jelenlétére. Példaként említhető a Született feleségek (Desperate Housewives 2004 – ) egyik jelenete, melyben Gabrielle Solis (Eva Longoria) és John Rowland (Jesse Metcalfe) nyilvános helyen flörtöl egymással. A Totál káosz (Big Trouble –2002) egyik képsorában Sofia Vergara (Nina) és Stanley Tucci (Arthur) mutat be lábujjnyalogatást. A felsorolás Walerian Borowczyk 1975-ös The Beast (La Bête) című filmjén át a 9 Songs című moziig (2004) igen hosszú lenne. Utóbbiban Matthew (Kieran O'Brien) és Lisa (Margo Stilley) jelenetében láthatunk rövid lábszexet. A női lábak iránti szenvedély szabatos és teljes bemutatására jó példa a Le fétichiste (2000) című film is.